# Frank Lewis

Zawodnik Oklahoma State Cowboys

Frank Wyatt Lewis (ur. 6 grudnia 1912 w Coleman w Teksasie, zm. 16 sierpnia 1998 w Stillwater w Oklahomie) – amerykański zapaśnik walczący w stylu wolnym. Złoty medalista olimpijski z Berlina 1936, w wadze półśredniej.
Zawodnik Cushing High School w Cushing i Oklahoma State University. Dwa razy All-American (1934 i 1935) w NCAA Division I, pierwszy w 1935 i drugi w 1934 roku.

## Letnie Igrzyska Olimpijskie 1936
| Konkurencja      | Rundy eliminacyjne  | Rundy eliminacyjne    | Rundy eliminacyjne      | Rundy eliminacyjne      | Rundy eliminacyjne  | Klas. końcowa |
| Konkurencja      | Przeciwnik I        | Przeciwnik II         | Przeciwnik III          | Przeciwnik IV           | Przeciwnik V        | Miejsce       |
| ---------------- | ------------------- | --------------------- | ----------------------- | ----------------------- | ------------------- | ------------- |
| 72 kg styl wolny | Julien Beke (BEL) Z | Joe Schleimer (CAN) Z | Hüseyin Erçetin (TUR) Z | Thure Andersson (SWE) P | Willy Angst (SUI) Z | 1.            |